# Coenotephria pseudohalia
Coenotephria pseudohalia är en fjärilsart som beskrevs av Butler 1882. Coenotephria pseudohalia ingår i släktet Coenotephria och familjen mätare. Inga underarter finns listade i Catalogue of Life.